# Ciepielów (gmina)
Pour les articles homonymes, voir Ciepielów.
Ciepielów est une gmina rurale (gmina wiejska) du powiat de Lipsko dans la Voïvodie de Mazovie, dans le centre-est de la Pologne.
Son siège administratif (chef-lieu) est le village de Ciepielów, qui se situe environ 12 kilomètres au nord-ouest de Lipsko (siège de la Powiat) et 115 kilomètres au sud de Varsovie (capitale de la Pologne).
La gmina couvre une superficie de 135,3 km2 pour une population de 5 789 habitants en 2006.

## Histoire
De 1975 à 1998, la gmina est attachée administrativement à la voïvodie de Radom.

Depuis 1999, elle fait partie de la voïvodie de Mazovie.

## Géographie
La gmina de Ciepielów inclut les villages et localités suivantes :

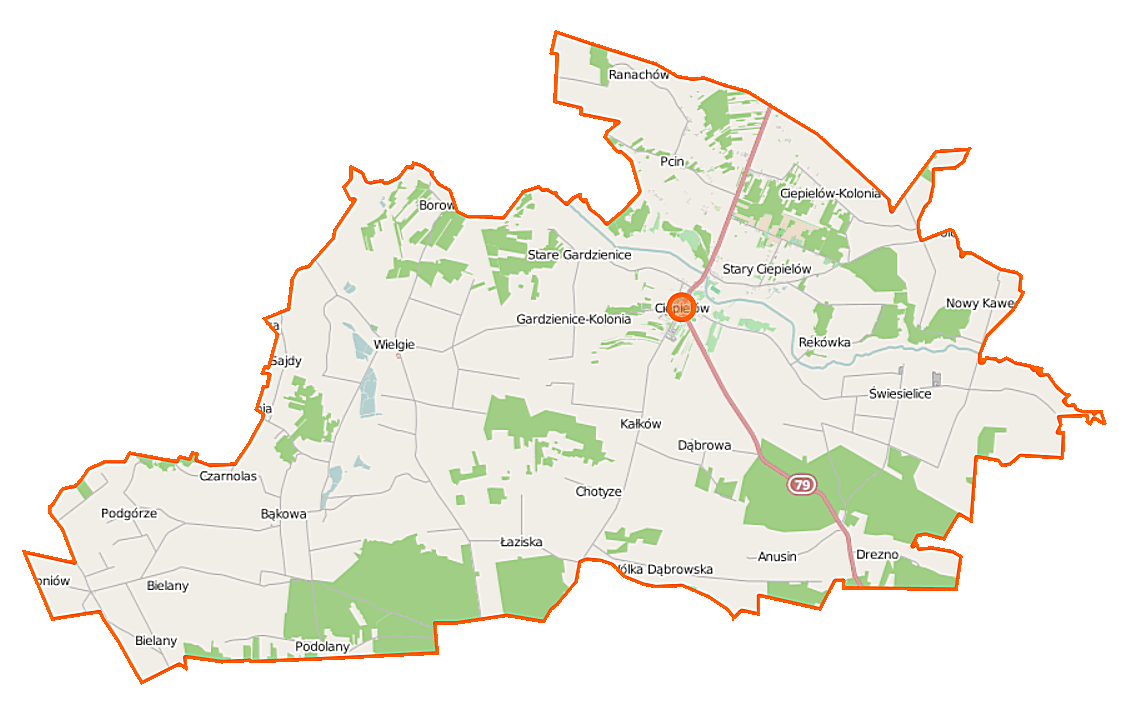
Plan de la gmina

- Antoniów
- Anusin
- Bąkowa
- Bielany
- Borowiec
- Chotyze
- Ciepielów
- Ciepielów-Kolonia,
- Czarnolas
- Czerwona
- Dąbrowa
- Drezno
- Gardzienice-Kolonia
- Kałków
- Kochanów
- Kunegundów
- Łaziska
- Marianki
- Nowy Kawęczyn
- Pasieki
- Pcin
- Podgórze
- Podolany
- Ranachów B
- Rekówka
- Sajdy
- Stare Gardzienice
- Stary Ciepielów
- Świesielice
- Wielgie
- Wólka Dąbrowska

### Gminy voisines
La gmina de Ciepielów est voisine des gminy suivantes :
- Chotcza
- Iłża
- Kazanów
- Lipsko
- Rzeczniów
- Sienno
- Zwoleń

## Structure du terrain
D'après les données de 2002, la superficie de la commune de Ciepielów est de 135,3 km2, répartis comme tel :
- terres agricoles : 76%
- forêts : 17%

La commune représente 18,1% de la superficie du powiat.

## Démographie
Données du 31 décembre 2012 :
| description        | Total  | Total | Femmes | Femmes | Hommes | Hommes |
| ------------------ | ------ | ----- | ------ | ------ | ------ | ------ |
| Unité              | Nombre | %     | Nombre | %      | Nombre | %      |
| population         | 5 747  | 100   | 2 853  | 49,6   | 2 894  | 50,4   |
| Densité (hab./km²) | 42,5   | 42,5  | 21,1   | 21,1   | 21,4   | 21,4   |